# Июль (река)
Июль — река в России, протекает по Воткинскому и Завьяловскому районам Удмуртской Республики. Правый приток реки Позимь, бассейн Камы.

## География
Июль начинается в лесах северо-восточнее Ижевска. Течёт на восток, затем поворачивает на юг. На реке расположены деревни Кудрино, Владимировский, Новокварсинское, Банное. Ниже Банного в Июль впадает правый приток Пуксевайка. Ниже этого места река запружена. Ещё ниже река протекает через село Июльское. Июль впадает в Позимь в 33 км от устья последней. Длина реки составляет 17 км.

## Данные водного реестра
По данным государственного водного реестра России относится к Камскому бассейновому округу, водохозяйственный участок реки — Иж от истока и до устья, речной подбассейн реки — бассейны притоков Камы до впадения Белой. Речной бассейн реки — Кама.
Код объекта в государственном водном реестре — 10010101212111100027057.